# Garig-ilgar
Garig-ilgar är ett utdött australiskt språk. Garig-ilgar talades i Norra territoriet i Australien. Garig-ilgar tillhörde de yiwaidjanska språken. Den sista talaren dog 2003.